# تل خندقی جلالی
تل خندقی جلالی مربوط به دوران‌های تاریخی پس از اسلام است و در شهرستان نی‌ریز، بخش آباده طشک، روستای جلالی واقع شده و این اثر در تاریخ ۸ مرداد ۱۳۸۱ با شمارهٔ ثبت ۶۰۸۸ به‌عنوان یکی از آثار ملی ایران به ثبت رسیده است.